# شبکه مدار پویا
شبکه مدار پویا ( DCN ) یک فناوری پیشرفته در حوزه شبکه رایانه‌ای است که ترکیبی از ارتباطات سنتی سوئیچ بسته مبتنی بر پروتکل اینترنت، مشابه آنچه در اینترنت رایج است، و فناوری‌های سوئیچ مدار موجود در سیستم‌های شبکه تلفن قدیمی را عرضه می‌کند. این ادغام به کاربران این امکان را می‌دهد که پهنای باند شبکه را به صورت اختصاصی تخصیص دهند و از آن برای برنامه‌ها و خدمات پرتقاضا با استفاده از زیرساخت فیبر نوری بهره‌مند شوند.

## پیاده‌سازی
شبکه‌های مدار پویا با هدایت کنسرسیوم شبکه‌های پیشرفته اینترنت۲ توسعه یافتند. زیرساخت آزمایشی Internet2 HOPI که در سال 2007 از کار افتاد، پایه‌گذار شبکه فعلی Ciena مبتنی بر SONET(سلسله همگاه رقمی) است که زیرساخت Internet2 DCN را تشکیل می‌دهد. Internet2 DCN در اواخر سال 2007 به عنوان بخشی از شبکه وسیع‌تر Internet2 فعالیت خود را آغاز کرد و امکانات و منابع شبکه‌ای پیشرفته‌ای را به جوامع علمی و تحقیقاتی ارائه می‌دهد، نظیر پروژه برخورددهنده هادرونی بزرگ (LHC).
Internet2 DCN بر پایه نرم‌افزار متن باز و استانداردها بنا شده و از پروتکل کنترلر بین دامنه (IDC) بهره می‌برد که به همکاری ESnet و GÉANT2 توسعه یافته است. این مجموعه نرم‌افزاری به عنوان مجموعه نرم‌افزاری شبکه مدار پویا (DCN SS) شناخته می‌شود.

## پروتکل کنترل کننده بین دامنه
پروتکل کنترلر بین دامنه برای مدیریت تأمین پویا منابع شبکه در یک شبکه مدار پویا که از چندین مرز دامنه مدیریتی عبور می‌کند، طراحی شده است. این پروتکل از نوع پیام‌رسانی XML مبتنی بر SOAP(پروتکل دسترسی آسان به اشیاء) می‌باشد و با استفاده از Web Services Security (v1.1) و استاندارد امضای دیجیتال XML(اکس‌ام‌ال) ایمن شده است. انتقال داده‌ها از طریق اتصالات HTTPS(پروتکل امن انتقال ابرمتن) انجام می‌شود.

## همچنین ببینید
- مجموعه پروتکل اینترنت

- IPv6

- ارتباط فیبر نوری

## مراجع
۱.Erica Naone (2008-02-14). "Bandwidth on Demand". MIT Technology Review.
۲."Dynamic Circuit Network". Internet2. Archived from the original on 2010-02-24. Retrieved 2009-08-20.
۳.Internet2 DCN Working Group (2009-02-03). "Internet2 DCN Pilot Service Definition" (PDF).
۴.Mary E. Shacklett (2009-08-11). "Dynamic Circuit Network Debuts for Researchers". Internet Evolution. Retrieved 2009-08-19.
۵.C.P. Guok; D.W. Robinson; E. Chaniotakis; M.R. Thompson; W. Johnston; B. Tierney (2008). "A User Driven Dynamic Circuit Network Implementation" (PDF). ESNET. Archived from the original (PDF) on 2010-06-18. Retrieved 2009-08-20.
۶.A. Lake; J. Vollbrecht; A. Brown; J. Zurawski; D. Robertson; M. Thompson; C. Guok; E. Chaniotakis; T. Lehman (2008-05-30). "Inter-domain Controller (IDC) Protocol Specification" (PDF). Archived from the original (PDF) on 2010-06-10.

## لینک های خارجی
- وب سایت Internet2

- مجموعه شبکه مدار پویا